# Não há sexo na URSS
Não há sexo na URSS (em russo: В СССР секса нет, romanizado: V SSSR seksa net) é um bordão russo que vem das palavras de uma participante soviética da " teleponte " de Leningrado, Boston, intitulada "Mulheres falam com mulheres", gravada em 28 de junho de 1986 e transmitida no dia 27 do mês seguinte.

## História
Em 1986, dois apresentadores de televisão, o soviético Vladimir Pozner e o americano Phil Donahue, organizaram uma das primeiras transmissões de "tele-bridge" da era Glasnost, dirigida por Vladimir Mukusev. Durante a discussão, um participante americano fez uma pergunta às mulheres russas:
| “ | Os comerciais de televisão têm muito a ver com o sexo em nosso país. Você tem comerciais na televisão? | ” |

A participante soviética Ludmila Ivanova, administradora do Hotel Leningrado e representante do "Comitê das Mulheres Soviéticas", respondeu:
| “ | Não temos sexo e somos totalmente contrários a isso! | ” |

A frase foi abafada por risos e aplausos. Ludmila também acrescentou, concluindo a frase: "Não temos sexo — temos amor". Outro participante soviético disse em voz alta:
| “ | Nós temos sexo, mas não temos comerciais! | ” |

Na cultura popular, a frase se transformou em "Não há sexo na URSS", excluindo a conclusão "nós temos amor".

## Na cultura
A frase "Não há sexo na URSS" é amplamente usada em russo para descrever o preconceito e o antissexualismo da cultura soviética e os tabus da discussão pública de tópicos relacionados ao sexo. Por outro lado, os apoiantes do antigo regime soviético mencionam-no como um exemplo de uma frase retirada do contexto pelos detratores da União Soviética.
- Um personagem burocrata interpretado por Alexander Shirvindt na comédia de Eldar Ryazanov, Melodia Esquecida para Flauta, de 1987, pede desculpas por permitir a arte informal, dizendo "Não há sexo".
- A frase é mencionada várias vezes na comédia soviético-polonesa de 1990, <i id="mwMA">Deja Vu</i>.
- A frase inspirou o título do drama televisivo russo de 2004 União Sem Sexo.

## Citações
Numa entrevista ao Komsomolskaya Pravda em 2004, a própria Ivanova apresentou uma versão um pouco diferente da história:
| “ | A teleponte começou, e uma mulher americana disse que, por causa da guerra no Afeganistão, deveríamos parar de fazer sexo com nossos homens, e eles não iriam lutar. E ela continuava apontando o dedo. Então eu respondi: “Na URSS, não há sexo, há amor. Durante a guerra no Vietnã, vocês também não pararam de dormir com seus homens”. Mas todos se lembravam apenas do início da frase. Não estou certa? Em nossa cultura, a palavra “sexo” sempre foi quase ofensiva. Nós sempre não tivemos sexo, mas amor. É isso que eu quis dizer. | ” |

O fato de Ivanova ter completado a frase dizendo "Nós temos amor" foi confirmado pelo diretor da tele-ponte, Vladimir Mukusev:
| “ | Quando eu estava editando a transmissão, Ivanova ligou para o estúdio e pediu que eu removesse a frase. Tive um dilema. Percebi que, depois da transmissão, Ludmila poderia ter problemas com sua família, amigos e outras pessoas, e que se tornaria alvo de piadas. Por outro lado, remover da transmissão o que melhor conectava os dois estúdios [soviético e americano] - o humor - parecia impossível para mim. Deixei a frase “histórica”, mesmo tendo atraído a ira de sua autora. | ” |

Ivanova posteriormente emigrou para a Alemanha.